# Concerto per pianoforte e orchestra n. 4 (Rubinštejn)
Il Concerto per pianoforte e orchestra n. 4 in re minore, Op. 70 di Anton Grigor'evič Rubinštejn fu composto nel 1864.

## Storia della composizione
Il concerto fu eseguito per la prima volta a San Pietroburgo il 29 ottobre 1864 dal compositore stesso al pianoforte, e fu pubblicato l'anno seguente. Rubinštejn dedicò il concerto al violinista Ferdinand David. La revisione definitiva della composizione fu pubblicata nel 1872. Il quarto concerto per pianoforte divenne il più popolare ed eseguito tra quelli di Anton Rubinštejn, ed entrò nel repertorio di virtuosi come Sergej Rachmaninov ed Ignacy Paderewski.